# Titus Aurelius Fulvus (consul en 89)
Pour les articles homonymes, voir Titus Aurelius Fulvus et Aurelius Fulvus.

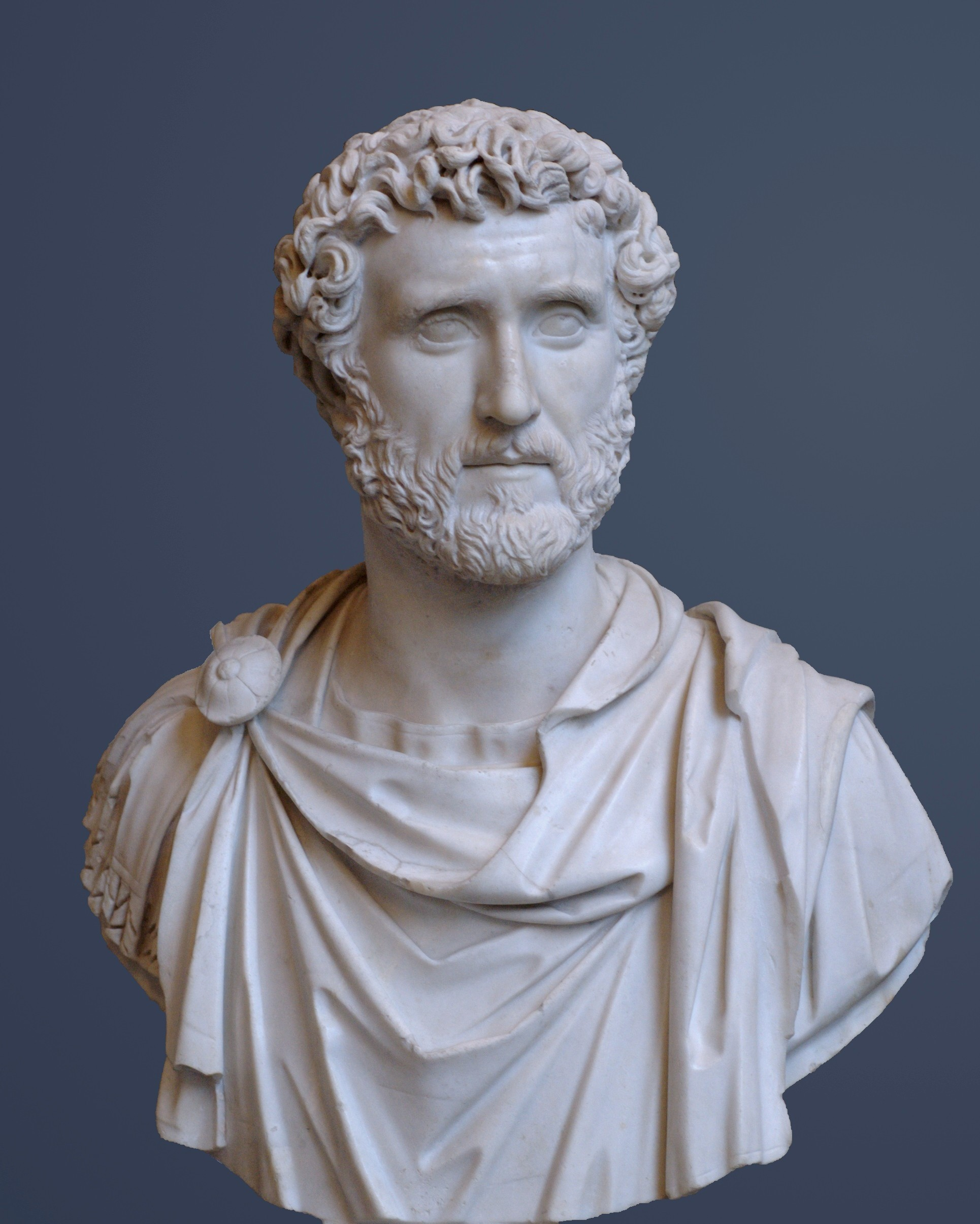
Buste de son fils Antonin le Pieux, empereur romain (138 à 161).

Titus Aurelius Fulvus est un sénateur romain de la fin du Ier siècle, consul éponyme en 89 sous Domitien. Il est le père du futur empereur Antonin le Pieux.

## Famille
Aurelius Fulvus est décrit dans l’Histoire Auguste comme sévère et intègre.
Son père est Titus Aurelius Fulvus — deux fois consul (le second consulat étant éponyme en l'an 85, aux côtés de l'empereur Domitien) et préfet de Rome. Sa famille est originaire de la ville de Nîmes, en Gaule narbonnaise.
Il épouse Arria Fadilla, fille du consulaire Cnaeus Arrius Antoninus (suffect en 69 et 97, et ami de Pline le Jeune) et de Servilia Plotia Isaurica,.
Le couple n'a qu'un enfant : Titus Aurelius Fulvus Boionius Arrius Antoninus, né le 19 septembre 86 à Lanuvium, dans le Latium — le futur empereur Antonin le Pieux.
Après la mort d'Aurelius Fulvus, son épouse se remarie au consulaire suffect de 98 Publius Iulius Lupus, et le couple a une fille, Iulia Fadilla. Le futur Antonin est élevé par son beau-père, ainsi que par ses grands-parents, à Lorium, sur la voie Aurélienne. Aurelius Fulvus est donc probablement décédé après ou durant l'an 89, pendant l'enfance de son fils Antonin.
Pendant son règne, Antonin le Pieux agrée des statues décernées à son père et à sa mère, qui sont alors décédés.

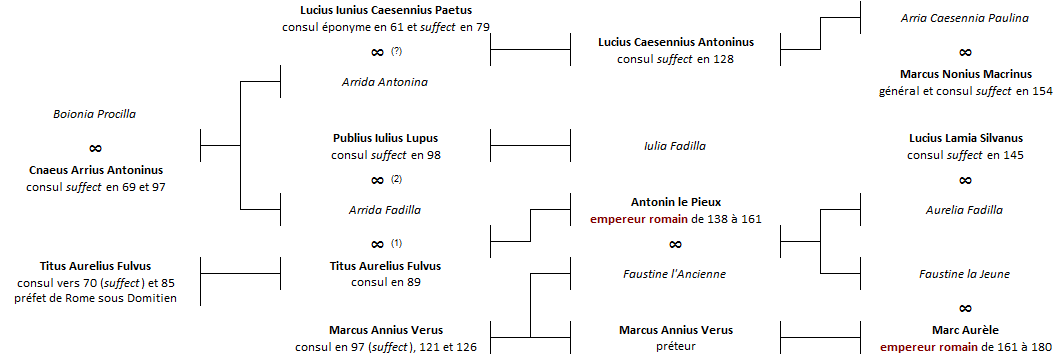
Famille des Aurelii Fulvi à l'époque des Flaviens et des Antonins. Arbre non exhaustif.

## Carrière
Il entre au Sénat probablement pendant la censure conjointe de l'empereur Vespasien et de son fils Titus en 73/74.
Sous Domitien, il est consul éponyme en 89 aux côtés de Marcus Asinius Atratinus.